# Xestomnaster mazares
Xestomnaster mazares är en stekelart som först beskrevs av Walker 1844.  Xestomnaster mazares ingår i släktet Xestomnaster och familjen puppglanssteklar. Arten är reproducerande i Sverige. Inga underarter finns listade i Catalogue of Life.